# Lukáš Sadílek
Lukáš Sadílek (* 23. května 1996 Uherské Hradiště) je český profesionální fotbalista, který hraje na pozici středního záložníka za český klub AC Sparta Praha a za český národní tým.

## Klubová kariéra

### Slovácko
Sadílek je odchovancem Slovácka, v mládeži nastupoval ale i v dresu Baníku Ostrava. Od roku 2011 pravidelně nastupoval v českých mládežnických reprezentacích.
V A-týmu Sadílek debutoval 30. srpna 2014 při ligové výhře 4:1 nad Příbramí. V průběhu sezóny 2014/15 nastoupil ještě do dalších čtyř soutěžních utkání. V lednu 2015 vyhrál Sadílek anketu pro nejlepšího českého mladšího dorostence.
V sezóně 2015/16 nastupoval Sadílek pod trenérem Svatoplukem Habancem pravidelně, odehrál 18 soutěžních utkání a pomohl Slovácku ke konečné osmé příčce v lize.

#### Baník Sokolov (hostování)
V létě 2016 odešel na půlroční hostování do druholigového týmu Baníku Sokolov. Hostování bylo následně prodlouženo na zbytek sezóny 2016/17. Sadílek byl jedním ze základních stavebních kamenů týmu, odehrál 29 soutěžních utkání, vstřelil dvě branky a podílel se na záchraně Sokolova v druhé lize.

#### Návrat na Slovácko
Po návratu z hostování se Sadílek stal v sezóně 2017/18 stabilním členem základní sestavy nového trenéra Michala Korduly. 10. listopadu 2017 gólem přispěl k výhře 3:2 po prodloužení nad Viktorií Plzeň v osmifinále českého poháru. 19. května 2018 vstřelil svoji první prvoligovou branku, a to při remíze 1:1 se Zlínem. Během sezóny nastoupil do 30 soutěžních utkání a vstřelil dva góly.
Sadílek začal i sezónu 2018/19 v základní sestavě Slovácka. Po sérii osmi proher klesl moravský celek až na poslední místo tabulky, a tak do klubu přišel nový trenér Martin Svědík, Sadílek přišel o místo v sestavě. Do ní se vrátil až v jarní části sezóny, 9. března gólem a asistencí pomohl Slovácku k remíze 2:2 s Opavou. 25. května 2019 se Sadílek dvakrát střelecky prosadil při výhře 2:0 nad Karvinou v posledním kole sezóny. Sadílek nastoupil do 25 soutěžních utkání, vstřelil 5 branek a přidal 5 asistencí.
Dne 27. srpna 2019 zaznamenal Sadílek hattrick při výhře 5:0 nad Vrchovinou Nové Město na Moravě ve druhém kole MOL Cupu. V sezóně vstřelil ještě jednu branku, a to 14. prosince při výhře 4:1 nad Příbramí. Ročník 2019/20 zakončil s bilancí 27 utkání, 4 góly a 4 asistence.
Sadílek se stal během podzimu roku 2020 klíčovým hráčem Svědíkova týmu. 20. prosince gólem a dvěma asistencemi rozhodl o výhře 4:0 nad Viktorií Plzeň. Po podzimní části sezóny 2020/21 patřil k nejproduktivnějším hráčům celé ligy. V sezóně odehrál dohromady 36 utkání. Šesti brankami a deseti asistencemi pomohl Slovácku ke konečné 4. příčce a k postupu do předkola Konferenční ligy.
V pohárové Evropě si odbyl Sadílek svůj debut 22. července 2021, kdy odehrál celé utkání proti Lokomotivu Plovdiv. Dne 18. května 2022 vyhrál Sadílek se Slováckem český pohár, ve finále moravský celek porazil pražskou Spartu překvapivě 3:1. Sadílek odehrál v sezóně 2021/22 dohromady 41 soutěžních utkání, vstřelil tři branky a přidal čtyři asistence.
Během svého angažmá v Uherském Hradišti odehrál Sadílek v dresu Slovácka 182 soutěžních utkání, vstřelil 20 gólů a na dalších 25 přihrál.

### Sparta Praha
V létě 2022 zamířil Sadílek do pražské Sparty za částku okolo 800 tisíc euro, opačným směrem zamířil na roční hostování Michal Trávník. 21. července si odbyl svůj debut ve sparťanském dresu, a to při bezbrankové remíze s norským Vikingem ve druhém předkole Konferenční ligy. V lize debutoval o deset dní později při prohře 1:2 se Slovanem Liberec.  V týmu dánského trenéra Briana Priskeho se Sadílek dokázal rychle prosadit do základní sestavy. 17. září vstřelil svůj první gól ve svém novém angažmá, a to při remíze 1:1 s Baníkem Ostrava. 9. listopadu skóroval i při výhře 4:0 nad Slováckem, v jehož dresu odehrál sedm sezón. 5. dubna 2023 gólem a asistencí rozhodl o výhře 2:0 nad Českými Budějovicemi v semifinále českého poháru. Sadílek se objevil v základní sestavě Sparty ve finálovém utkání proti Slavii, zápas skončil prohrou Sparty 0:2. V květnu 2023 ale slavil Sadílek se Spartou zisk mistrovského tiulu, ke kterému pomohl čtyřmi góly a pěti asistencemi ve 40 soutěžních utkáních. Za své výkony byl odměněn premiérovou pozvánkou do české reprezentace.
Sadílek v srpnu 2023 postoupil se Spartou do základní skupiny Evropské ligy. Dne 4. listopadu 2023 vstřelil Sadílek svůj první gól v sezóně, a to při výhře 2:0 nad Bohemians 1905. 17. prosince byl Sadílek vyloučen v ligovém utkání proti Teplicím. 18. května 2024 asistencí přispěl k výhře 5:0 nad Mladou Boleslaví, díky níž Sparta obhájila s předstihem ligový titul. O čtyři dny později odehrál Sadílek finálové utkání českého poháru proti Viktorii Plzeň, které Sparta vyhrála 2:1 a získala domácí double. Sadílek odehrál v sezóně 2023/24 dohromady 48 utkání, vstřelil jednu branku a přidal tři asistence.
Na začátku sezóny 2024/25 vedl Sadílek pražský celek do několika ligových utkání jako kapitán při absenci Filipa Panáka.

## Reprezentační kariéra
Sadílek od roku 2011 pravidelně nastupoval v českých mládežnických reprezentacích.
V létě 2023 byl Sadílek poprvé povolán do české seniorské reprezentace. Svůj debut si odbyl 17. června 2023 při výhře 3:0 nad Faerskými ostrovy, v utkání nastoupil společně se svým bratrem Michalem.

## Osobní život
Je vnukem Antonína Juráska jehož bratranec Antonína Juráska byl prvoligovým brankářem. Jeho bratr Michal Sadílek je rovněž profesionálním fotbalistou.